# 제러마이아 클라크
제러마이아 클라크(영어: Jeremiah Clarke, 1674년 ~ 1707년 12월 1일)는 영국의 작곡가이다. 존 블로에게 사사했으며 세인트 폴 대성당과 왕실 예배당의 오르가니스트로 활동했다. 앤 여왕의 부군 덴마크의 조지를 위해 《덴마크 왕자의 행진곡》을 작곡했다. 1707년 자살로 생을 마감했다.